# Osieczna (stad)
Osieczna is een stad in het Poolse woiwodschap Groot-Polen, gelegen in de powiat Leszczyński en gemeente Osieczna. De oppervlakte bedraagt 4,84 km², het inwonertal 2004 (2005).
In 1370 kreeg het toenmalige dorp Osieczna stadsrechten. De grootste economische bloei onderging het stadje in de 17e eeuw. Opvallende zaken in het stadje zijn onder andere het kasteel van de familie Borck (of Borek), dat is gebouwd in de 15e eeuw. Ook de barokke franciscaner kloosterkerk uit het begin van de 18e eeuw, is een bezichtiging waard met zijn rococo elementen.
De nabije omgeving van Osieczna bestaat vooral uit vele loof- en naaldbossen, waarin een grote diversiteit van vogels zeer goed gedijt. Osieczna onderhoudt een goede band met de Nederlandse partnergemeente Zoeterwoude op het gebied van economie, cultuur, sport en educatie.